# Noel Pix
Jochen "Noel Pix" Seibert  (nacido el 25 de mayo de 1972 en Múnich, Alemania) es un músico de rock y house alemán. 

## Historia
Pix tiene un padre francés y una madre alemana. 
Es el cofundador, guitarrista y programador de la banda alemana del género Neue Deutsche Härte, Eisbrecher. Pix perteneció también a la banda Megaherz como tecladista. Realiza sus temas house bajo el alias de Housemaster Kinky J.
Pix canta las traducciones al alemán de temas musicales de series de anime como Pokémon, Digimon o Dragon Ball Z. Tenía un hit en alemán como tema principal de la segunda temporada de Pokémon (Pokémon Welt) que alcanzó el puesto número 50 en las Lista de éxitos musicales de Alemania, en Austria N.º 30, y N.º 49 en Suiza.

## Discografía

### Sencillos

#### Individual
- 1996: Kinky, Freaky, Funky (como "Housemaster Kinky J")
- 1999: Chicci Chicci (como "Noel Pix")
- 2000: Pokémon Welt (como "Noel Pix")

#### Megaherz
- 1998: Liebestöter
- 1998: Rock me Amadeus
- 1999: Freiflug
- 2000: Himmelfahrt

#### Eisbrecher
- 2003: Mein Blut
- 2003: Fanatica
- 2006: Leider
- 2006: Leider/Vergissmeinnicht (US single limitado)
- 2006: Vergissmeinnicht
- 2008: Kann denn Liebe Sünde sein?
- 2010: Eiszeit
- 2012: Verrückt
- 2012: Die Hölle Muss Warten
- 2012: Miststück 2012
- 2013: 10 Jahre Eisbrecher

### Álbumes

#### Megaherz
- 1997: Wer Bist Du? - (Pistas 5 & 14)
- 1998: Kopfschuss - teclado, Guitarra & Programación
- 2000: Himmelfahrt - teclado, Guitarra & Programación
- 2001: Querschnitt - (Todas las pistas excepto 2, 4, 14, 16)
- 2002: Herzwerk II - Agradecido por la banda en los créditos
- 2009: Totgesagte Leben Länger - (Pistas 2, 3, 8, 9, 12)

#### Eisbrecher
- 2004: Eisbrecher - Instrumentos
- 2006: Antikörper - Instrumentos
- 2008: Sünde - Instrumentos
- 2010: Eiszeit - Instrumentos
- 2012: Die Hölle Muss Warten - Instrumentos
- 2015: TBA - Instrumentos